# Killers from Space

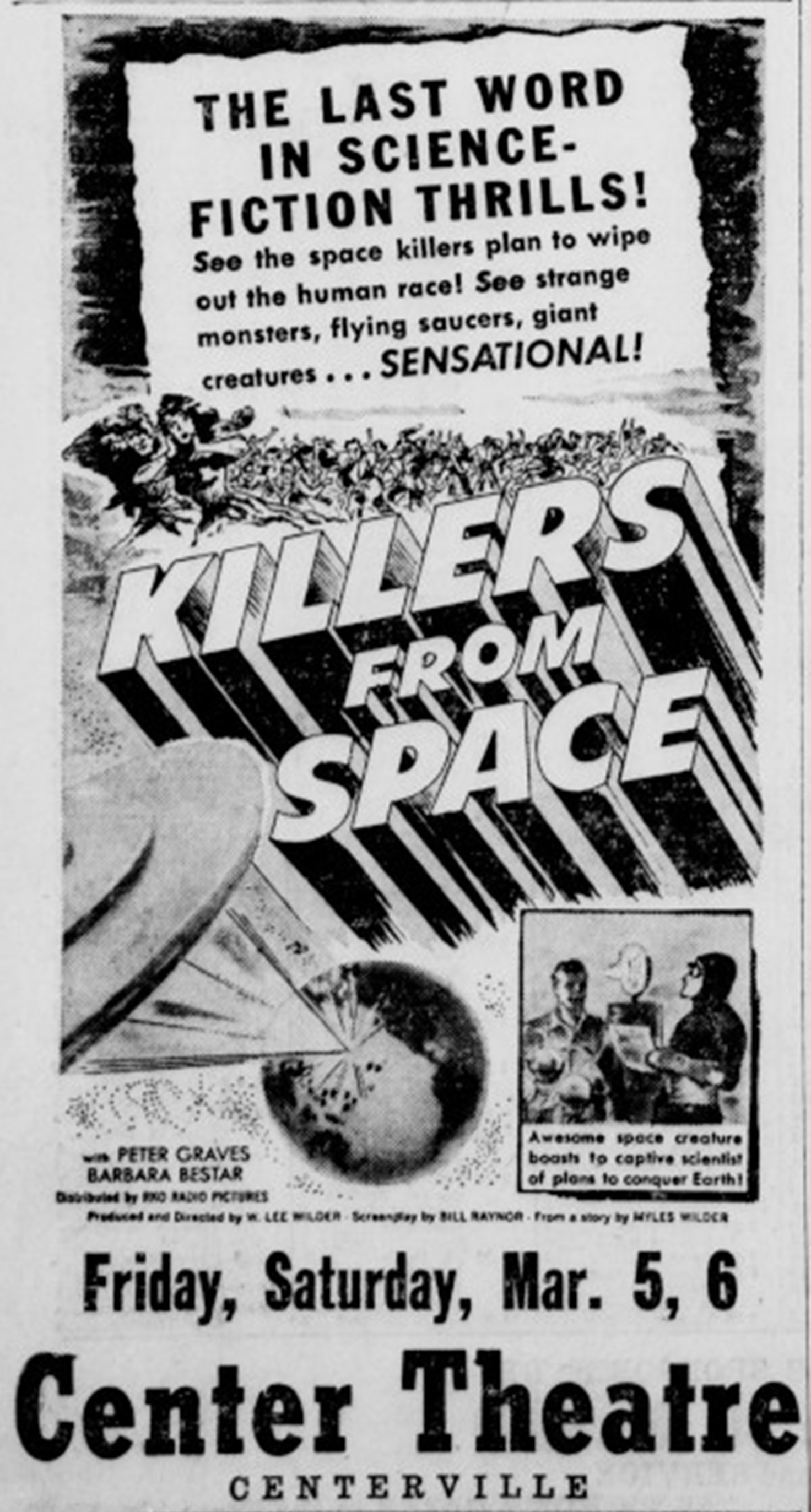
Annonce pour le film.

Killers from Space est un film américain de science-fiction indépendant réalisé par W. Lee Wilder, sorti en 1954.

## Synopsis
Le Dr Douglas Martin est un scientifique nucléaire travaillant sur des essais de bombes atomiques. Alors qu'il recueille des données aériennes sur une explosion atomique de l'US Air Force à Soledad Flats, le pilote perd le contrôle de son appareil et il s'écrase. Le Dr Martin semble avoir survécu, indemne, et retourne à la base aérienne sans aucun souvenir de ce qui s'est passé. Sur sa poitrine, il porte une étrange cicatrice, absente avant l'accident.
À l'hôpital de la base, Martin se comporte de manière si étrange que l'USAF fait appel au FBI pour enquêter, le soupçonnant d'être un imposteur. Il est finalement blanchi, mais on lui demande de prendre un congé. Martin proteste contre son exclusion de son projet.
Lorsqu'un essai atomique est déclenché à son insu, Martin vole les données, puis retourne à Soledad Flats et les cache sous une pierre. Un agent du FBI le suit, mais Martin parvient à lui échapper jusqu'à ce qu'il ait un accident de voiture. De retour à l'hôpital, on lui administre du sérum de vérité. Martin raconte alors comment il a été retenu captif par des extraterrestres, menés par Denab, dans leur base souterraine. Ces extraterrestres, aux grands yeux exorbités, viennent de la planète Astron Delta, gouvernée par un être appelé Tala. Ils ont ressuscité son corps sans vie alors qu'il était mort dans son avion.

## Fiche technique
- Réalisation : W. Lee Wilder
- Scénario : William Raynor, Myles Wilder
- Producteur : W. Lee Wilder
- Photographie : William H. Clothier
- Montage : William Faris
- Musique : Manuel Compinsky
- Genre : Science-fiction[1]
- Production : Planet Filmplays, Inc., RKO Radio Pictures
- Distributeur : RKO Radio Pictures
- Durée : 71 minutes
- Date de sortie : 23 janvier 1954[2].

## Distribution
- Peter Graves : Dr. Douglas Martin
- Barbara Bestar : Ellen Martin
- Frank Gerstle : Dr. Curt Kruger
- James Seay : Col. Banks
- Steve Pendleton : FBI Agent Briggs
- Shepard Menken :  Major Clift, M.D.
- John Frederick : Deneb and The Tala
- Jack Daly : Powerhouse Superviseur
- Burt Wenland : Sgt. Bandero
- Ruth Bennett : Miss Vincent
- Ron Gans : Sentry Sergeant Powers
- Lester Dorr : pompiste
- Mark Scott : Narrateur
- Ben Welden : Tar Baby 2 Pilot
- Roy Engel : 1er Policier (non crédité)
- Coleman Francis : Opérateur du téléphone (non crédité)